# Голенць
Голенць, Голенці (рум. Golenți) — село у повіті Долж у Румунії. Адміністративно підпорядковане місту Калафат.
Село розташоване на відстані 246 км на захід від Бухареста, 69 км на південний захід від Крайови.

## Населення
За даними перепису населення 2002 року у селі проживала 651 особа, з них 649 осіб (99,7%) румунів. Рідною мовою 649 осіб (99,7%) назвали румунську.